# シティコネクション (ゲーム)
『シティコネクション』 (City Connection) は、ジャレコが開発し1985年に発売したアーケード用横スクロールアクションゲーム。

## 概要
カリフォルニア生まれの15歳の少女・クラリスが理想の男性を捜し求め、迫りくるパトカーを撃退しながら愛車・クラリスカーで理想の男性を捜しに世界中を走り回る内容となっている。当時ジャレコの社長だった金沢義秋は本作をジャレコ自身が開発した最初のタイトルとしており、音楽は『フォーメーションZ』（1984年）を手掛けた渥美徳弘が担当している。
同年にファミリーコンピュータやMSXにも移植され、その後はWindows版（内容はアーケード版のエミュレート）が発売された他、iアプリやEZアプリ対応版もリリースされている。また、2003年10月23日に発売されたPlayStation用ソフト『ジャレココレクション vol.1』にも収録されているほか、2008年3月11日よりWiiのバーチャルコンソールで、2013年1月16日よりニンテンドー3DSのバーチャルコンソールで、2017年3月29日よりWii Uのバーチャルコンソールで、2010年10月26日よりプロジェクトEGGで、それぞれ配信されている（いずれも内容はファミコン版のエミュレート）。アーケード版は、2014年10月2日よりPlayStation 4の、2018年7月19日よりNintendo Switchのアーケードアーカイブスにてそれぞれ配信開始。
2023年、ハビットソフトよりメガドライブへの移植が発表された。
2013年より本作を含むジャレコ作品のライセンスを取得している株式会社シティコネクションの社名は本作が由来となっており、企業ロゴにはクラリスカーのシルエットがあしらわれている。

## ゲーム内容
操作体系はレバー＋2ボタン。
クラリスカーが向いている方向に自動で前進し、レバー左右でクラリスカーの向きを反転させる、この際、慣性が働くため減速しつつ反転する。空中でも反転は可能。
ジャンプボタンで足場に飛び移ったり、敵や障害物を回避したりすることが可能。ただし反転中（ウィリー中）はジャンプできない。レバーとの組み合わせでクラリスカーの軌道が変化する（上＋ジャンプでハイジャンプ等）。
路上のオイル缶は武器になり、回収してストックできる。オイルボタンで敵であるパトカーにオイル缶を水平方向にぶちまける形で、ストックされた回数分だけ攻撃が可能である。また缶を喰らってスピンしているパトカーに体当たりするとボーナスが入る。
ときおり現れるおじゃまネコ・タケノコにはオイル缶攻撃は通用せず、ぶつかるとミスになる。クラリスカーの残機が全て無くなるとゲームオーバーとなり、ハイスコアと走行距離が記録される。ゲーム開始時のクラリスカーは3台で、得点10,000点と30,000点でそれぞれ1台追加される。
ゲームのルールはパックマン系のドットイート方式をアレンジしたもので、横スクロール画面（左右どちらでもスクロール可）で4段のライン上になっている足場（ハイウェイ）を走りながら全て塗り潰せばクリア。ハイウェイはクラリスカーが踏まれると元の白色から色が変わり、すべてのハイウェイを走破して塗り替えれば1シーンは終了になる。この他、途中で出て来る風船を3個集めると他の面（ランダム）にワープする。
ルール自体は単純だが端がなかなか塗りつぶせない、ジャンプをするのに苦労する強い癖のある操作性などから、当時、一面さえクリアできずに投げ出す者が続出した。
ステージの背景は、舞台となる世界各国の観光名所が描かれている。
ゲーム中に流れるBGMはピョートル・チャイコフスキーの「ピアノ協奏曲第1番変ロ短調第1楽章」のアレンジであり、共通の曲調をもとに各ステージごとに異なるアレンジが施されている。

## 設定
カリフォルニア生まれのスピード狂少女クラリスが、愛車クラリスカーで世界中のハイウェイを走り回って大騒ぎ。追いかけまくるパトカーたちも、オイル缶をぶつけてやっつけてしまう。世界各国の美しい背景を舞台に、クラリスカーとパトカーのハチャメチャパニックカーチェイスが繰り広げられる。ステージ間でクラリスの顔グラフィックが表示されるが、Nintendo Entertainment System版では主人公が男性キャラに差し替えられている。
クラリスカーは、V型8気筒 排気量7リッター・ツインターボ・エンジンをミッドシップに搭載した4WDS（四輪駆動・四輪操舵）のモンスターマシンという設定であるが、外見のモチーフはホンダ・シティ初代AA型がモデルである。ジャンプ機能があるため、上層のハイウェイにもひとっ飛びできる。
各ステージにはクラリスカーに踏まれると、白色からステージごとに決められた色に変わる4層構造の足場（ハイウェイ）がある。高次面になると複雑になるうえに、パトカーの数も増えていくので、後半面はクラリスカーの操作テクニックを駆使しないと厳しくなる。ハイウェイ上には敵キャラクターがいるほか、オイル缶もたくさん転がっている。クラリスカーの武器になるオイル缶を拾ってパトカーにぶつけるとパトカーはスピンし、クラリスカーで体当たりすると1,000点、2,000点、3,000点･･･と高得点を取得できる。ときおり出現する謎の風船を3つ集めると、一気に違う国（高次ステージ）へとワープする。ワープボーナスは、1000点×オイル缶の数だけ得点できる。

## ステージ構成
FC版・MSX版は1面（アメリカ）・2面（イギリス）・3面（フランス）・4面（ドイツ）・7面（インド）・9面（日本）の順に全6ステージによる構成。背景は世界各国の観光名所を織り交ぜて美しく描かれており、このゲームの見所にもなっている。
| ステージ | 国             | 背景                                     | 備考                                                                           |
| -------- | -------------- | ---------------------------------------- | ------------------------------------------------------------------------------ |
| 1        | アメリカ(1)    | ニューヨーク（マンハッタン、自由の女神） | 隠しキャラクター「ヘヴラム」（1UP）                                            |
| 2        | イギリス       | ロンドン（ビッグ・ベン、タワーブリッジ） |                                                                                |
| 3        | フランス       | パリ（凱旋門、エッフェル塔）             | 隠しキャラクター「ハート」（風船と同じ効果）・ハレー彗星（演出のみで効果なし） |
| 4        | ドイツ         | ノイシュヴァンシュタイン城               |                                                                                |
| 5        | オランダ       | チューリップ畑と風車群                   |                                                                                |
| 6        | エジプト       | 王家の谷                                 |                                                                                |
| 7        | インド         | タージマハール                           | オイル缶2個同時発射で背景が夕焼けに                                            |
| 8        | 中国           | 北京（天安門広場）                       |                                                                                |
| 9        | 日本           | 富士山・五重塔                           | 隠しキャラクター「白ウサギ」（風船と同じ効果）                                 |
| 10       | オーストラリア | シドニー（オペラハウス）                 | 隠しキャラクター「黒ウサギ」（オイル缶1個追加）                                |
| 11       | 中南米         | アステカ神殿・ナスカの地上絵・モアイ     |                                                                                |
| 12       | アメリカ(2)    | モニュメント・バレー                     |                                                                                |

## 敵キャラクター
いずれの敵も、画面外にスクロールアウトさせることで消滅するという特徴がある。
パトカー
世界各国でクラリスカーを追いかけ回す。その理由はスピード違反・無免許運転など諸説あるが不明。国によってパトカーのデザインは異なるが、行動パターンは同じ。ゲーム開始からの通算距離が一定に達すると猛スピードで正面から突っ込んで来るパトカーが登場する。ジャンプ機能はもっていないので、ハイウェイの隙間があると下へと落ちる。
おじゃまネコ
路上でチェッカーフラッグを持っておどけている正体不明のネコ。接触すると「猫踏んじゃった」がBGMとして流れ1ミスとなる。オイル缶を投げても効果がなく、ジャンプでかわす、もしくはスクロールアウトさせるのいずれかでしか対処できない。
タケノコ
同一ライン上に長時間、留まっているとハイウェイ上にニョキニョキと生えて来る。おじゃまネコと同様、ジャンプでかわす、もしくはスクロールアウトさせるのいずれかでしか対処できない。

## 移植版
| No. | タイトル                                      | 発売日                                    | 対応機種                                  | 開発元             | 発売元             | メディア                                | 型式                             | 備考                           | 出典                        |
| --- | --------------------------------------------- | ----------------------------------------- | ----------------------------------------- | ------------------ | ------------------ | --------------------------------------- | -------------------------------- | ------------------------------ | --------------------------- |
| 1   | シティコネクション                            | 1985年9月27日 1988年5月 1988年            | ファミリーコンピュータ                    | ジャレコ           | ジャレコ           | 256キロビットロムカセット               | JF-05 NES-CI-USA NES-CI-EUR      |                                |                             |
| 2   | シティコネクション                            | 1986年                                    | MSX/2                                     | ジャレコ           | ジャレコ           | ロムカセット                            | JX-10                            | メモリ16KB以上必要             | [ 3 ]                       |
| 3   | シティコネクション                            | 2002年9月23日                             | iアプリ                                   | PCCW Japan         | PCCW Japan         | ダウンロード （ジャレコiギャレッソ）    | -                                |                                | [ 5 ]                       |
| 4   | ULTRAシリーズ シティコネクション              | 2003年9月5日                              | Windows                                   | ジャレコ           | メディアカイト     | CD-ROM                                  | MKW-295                          | アーケード版の移植             | [ 6 ]                       |
| 5   | ジャレココレクション Vol.1                    | 2003年10月23日                            | PlayStation                               | PCCW Japan         | PCCW Japan         | CD-ROM                                  | SLPS-03562                       | ファミリーコンピュータ版の移植 |                             |
| 6   | 遊遊 シティコネクション                       | 2004年2月19日                             | Windows                                   | ジャレコ           | メディアカイト     | CD-ROM                                  | MKY-018                          | アーケード版の移植、廉価版     |                             |
| 7   | じゃじゃ丸Jr.伝承記 〜ジャレコレもあり候〜    | 2004年5月26日                             | ゲームボーイアドバンス                    | ジャレコ           | ジャレコ           | ROMカセット                             | -                                | ファミリーコンピュータ版の移植 |                             |
| 8   | シティコネクション                            | 2008年3月11日 2008年5月26日 2008年7月25日 | Wii                                       | ジャレコ           | ジャレコ           | ダウンロード （バーチャルコンソール）   | FEIJ FEIE FEIP                   | ファミリーコンピュータ版の移植 | [ 7 ] [ 8 ] [ 8 ]           |
| 9   | シティコネクション                            | 2010年10月26日                            | Windows                                   | ジャレコ           | ジャレコ           | ダウンロード （プロジェクトEGG）        | -                                | ファミリーコンピュータ版の移植 | [ 9 ]                       |
| 10  | シティコネクション                            | 2013年1月16日 2013年11月21日              | ニンテンドー3DS                           | ジャレコ           | ハムスター         | ダウンロード （バーチャルコンソール）   | TBUJ TBUE TBUP                   | ファミリーコンピュータ版の移植 | [ 10 ] [ 11 ]               |
| 11  | シティコネクション                            | 2014年10月2日 2015年5月5日 2015年9月8日   | PlayStation 4 (PlayStation Network)       | ジャレコ           | ハムスター         | ダウンロード （アーケードアーカイブス） | CUSA-00389 CUSA-00980 CUSA-02666 | アーケード版の移植             | [ 12 ] [ 13 ] [ 14 ]        |
| 12  | シティコネクション                            | 2016年3月17日 2017年3月29日               | Wii U                                     | ジャレコ           | シティコネクション | ダウンロード （バーチャルコンソール）   | -                                | ファミリーコンピュータ版の移植 | [ 15 ] [ 16 ] [ 17 ] [ 18 ] |
| 13  | 8ビットコレクション ジャレコ Vol.1            | 2017年9月30日                             | レトロデュオ （FC互換機）                 | ジャレコ           | JNNEX              | ロムカセット                            | -                                | ファミリーコンピュータ版の移植 |                             |
| 14  | シティコネクション                            | 2018年7月19日                             | Nintendo Switch （ニンテンドーeショップ） | ジャレコ           | ハムスター         | ダウンロード （アーケードアーカイブス） | -                                | アーケード版の移植             | [ 19 ] [ 20 ] [ 21 ]        |
| 15  | ファミリーコンピュータ Nintendo Switch Online | 2019年6月12日                             | Nintendo Switch                           | 任天堂             | 任天堂             | ダウンロード                            | -                                | ファミリーコンピュータ版の移植 |                             |
| 16  | シティコネクション クラシック                 | INT 2021年3月16日                         | iOS Android                               | シティコネクション | MOBIRIX            | ダウンロード                            | -                                |                                | [ 22 ] [ 23 ]               |
| 17  | シティコネクション                            | 2023年9月27日                             | メガドライブ MD互換機                     | HABIT SOFT         | HABIT SOFT         | ロムカセット                            | -                                |                                | [ 24 ] [ 25 ]               |

ファミリーコンピュータ版
6ステージ構成。ハイウェイはBG書き換えにより背景との2重スクロール再現しており、クラリスカーで踏むと白色で塗りつぶされる。ゲーム中のBGMは2種類でステージが替わるごとに交代で流れ、テンポがアーケード版よりもややゆっくりしている。
MSX版
6ステージ構成。MSX版はハード性能の都合で横スクロールが再現されておらず、固定画面の両端までクラリスカーを走らせると画面を切り替える、画面切り替えスクロール方式に変更されている。ハイウェイ・パターンは16種類あり、スタート時のハイウェイは橙色でクラリスカーで踏むと白色に変わる。また、オイル缶を投げた時のアクションも真横でなく放物線を描きながら飛び、缶をぶつけられたパトカーはハートマークに変化して、これを取ると1,000点、2,000点、3,000点･･･高得点を得られる。ゲーム中に流れるBGMは単音で、各ステージ共通の1曲のみ。日本ステージの背景は、五重塔のほかに金閣寺も描かれている。

## 音楽
サウンドトラック
- 『GAME SOUND JALECO -G.S.M.JALECO1-』
1988年、サイトロン・レーベルより発売されたCD内の一作品としてAC版のBGMが収録されている。
- 『ファミコン 20TH アニバーサリー オリジナル・サウンド・トラックス VOL.2』
2004年3月24日、サイトロン・デジタルコンテンツより発売されたCD内の一作品として収録されている。
- 『Rom Cassette Disc In JALECO』
2011年1月26日、クラリスディスクより発売されたCD内の一作品としてFC版のBGMが収録されている。本作がクラリスディスクよりリリースされた初のサウンドトラックとなった[26]。
- 『RomCassetteDisc In JALECO Remix』
2011年4月27日、クラリスディスクより発売されたCD内の一作品としてFC版BGMのアレンジバージョンが収録されている[27]。
- 『Arcade Disc In JALECO -ACTION-』
2013年7月31日、クラリスディスクより発売されたCD内の一作品としてAC版のBGMが収録されている。

## 評価
ファミリーコンピュータ版
- ゲーム誌『ファミリーコンピュータMagazine』の1991年5月10日号特別付録「ファミコンロムカセット オールカタログ」では、「背景がキレイと評判だった」とグラフィックに関して肯定的なコメントで紹介されている[4]。

- ゲーム誌『ユーゲー』では、移植度に関して「当時でも再現性は高く感じられた見事な移植だった」と称賛した他、各面が各国の観光名所になっている事を指摘した上で「観光気分も味わわせてくれるのが新鮮だった」、「難易度もちょうど良く、軽快なBGMも手伝ってプレイは非常に快適だった」とグラフィック面、難易度、音楽に関しても肯定的に評価、ハードや購入層を見据えた移植作品であったとした上で「ゲーセンのゲームで遊びたい子供たちの夢をかなえたゲーム」と絶賛した[31]。

- ゲーム情報サイト『ITmedia + D Games』では、「ニューヨークの夜景はきらびやかだし、ドイツの山や湖には清らかさが感じられる」と背景グラフィックに関して肯定的に評価しているが、グラフィックがアーケード版より劣化している事に関して「マシンの性能差を考えれば、当時としてはやむを得ないだろう」とも指摘している[32]。操作性に関しては慣れるまでは若干困難である事を指摘した上で、「多少思い通りに動かせない方が、車の挙動としてはもっともらしいと思う」と肯定的に評価した[32]。

## シティコネクション・ロケット
『シティコネクション・ロケット』は、2004年2月20日に日本のジャレコより配信された携帯電話アプリ用多方向スクロールアクションゲーム。当初はFOMA900iシリーズ（iアプリ）用として配信された。
国連エージェントとなった主人公のクラリスが乗車するクラリスカーを操作し、悪の秘密結社スピリタスに奪われた超機密書類のを回収する事を目的としている。前作『シティコネクション』より約19年振りの新作となっており、開発はスタジオルンバが行い、キャラクター・デザインは後に『魔王が墜ちる日』（2005年）を手掛ける事となる脳みそホエホエが担当している。
その後にNTTドコモのmova505シリーズ用として容量の都合もあり前・後編各4ステージずつに分けられて配信された。後にボーダフォンのVアプリ用として配信されたが、こちらも「遭遇編」、「決戦編」と各4ステージに分けられて配信された。後に3G対応のVアプリ用として「完全版」がリリースされた。2006年9月にリリースされた後発のauのBREW対応（EZアプリ）版ではこの「完全版」をベースにしている。
ハムスターが2014年12月17日に発売したPlayStation Mobile用ソフト『アプリアーカイブス ジャレコ シティコネクション』には、シティコネクションの携帯アプリリメイク版『シティコネクションDX』とともに本作が収録されている。また、2021年4月28日にジー・モードがフィーチャーフォン用ソフトを移植するプロジェクト「G-MODEアーカイブス+」向けとしてNintendo Switch版の発売がされた。

### ゲーム内容
世界各国で騒動を巻き起こした後、紆余曲折を経て国連のエージェントとなったクラリスは悪の秘密結社・スピリタスに奪われた超機密書類の回収を命じられる。
ゲームのルールは前作から大幅に変更されており、各面に点在している「超機密書類」の入ったトランクを10個集めるというものになっている。また、アクション性が大幅に向上しており、エネルギーが一定以上で「スーパーロケット」を点火すると、体当たりで敵の車を撃退したり、床や壁を壊したりすることが可能になっている。前作で唯一の攻撃用アイテムであったオイル缶は、ロケット噴射によるホーミング機能が追加されている。
前作同様ネコと接触すると「猫踏んじゃった」がBGMとして流れ1ミスとなる。新しく追加されたスーパーロケットでも倒すことができない。倒せない理由はクラリスの動物愛護精神によるものらしい。タケノコは登場しない。
4面ごとにボス戦があり、オイル缶をぶつけてスピンさせながら体当たりするか、スーパーロケット点火状態で体当たりを食らわせて倒す。

### ステージ構成
- ステージ1 - 4が前編（遭遇編）、5 - 8が後編（決戦編）。完全版ではこのような区別は無い。
- ワープアイテムを取らなければ同じ地域に留まり続けるが、面のパターンとストーリー展開が変化する。

| ステージ | 国          | 背景                                     | 備考                                                                  |
| -------- | ----------- | ---------------------------------------- | --------------------------------------------------------------------- |
| 1        | アメリカ(1) | ニューヨーク（マンハッタン）             | 隠しキャラクター「じゃじゃ丸」（10万点）・「サヴィラム」（1UP）       |
| 2        | イギリス    | ロンドン（ビッグ・ベン、タワーブリッジ） |                                                                       |
| 3        | フランス    | パリ（凱旋門、エッフェル塔）             | 隠しキャラクター「ぶたさん審判」（オイル缶30個増）                    |
| 4        | インド      | タージマハール                           | 隠しキャラクター「ジェネシス-3」（5万点）                             |
| 5        | 日本        | 富士山・金閣寺・五重塔                   | 隠しキャラクター「燃えプロ選手」（オイル缶50個増）                    |
| 6        | アメリカ(2) | ハワイ（ワイキキビーチ）                 | 隠しキャラクター「るんば」（10万点）                                  |
| 7        | 中国        | 万里の長城                               | 隠しキャラクター「麻雀牌」（1UP）・「天聖龍」（取った瞬間に面クリア） |
| 8        | 地底        | スピリタスのアジト                       | ワープアイテムでは行けない                                            |

### 登場人物
クラリス
声 - 吉田小南美
シリーズを通しての主人公。15歳の少女で身長は158cm、スリーサイズはB78・W56・H84。化け物のようなクラリスカー（スコッチ談）を自由自在に操る。国連が愛車クラリスカーをスーパーロケットやホーミングオイルミサイル搭載に無断改造した時には、関係者を暴行するなど気性が多少荒い（現在はその改造を気に入っている）。前作では地方警察と些細な行き違いがあり暴走行為に走ったと説明されている。最終的に警察の説得を受けて投降し、今作では国連のエージェントとして活躍する。理想の男性探しは一応国連内に見つかったようである。
ルピン国連事務総長
温和で誠実。多くの人の尊敬を集めており、スピリタスに対して情報収集を開始し、武装解除に乗り出している。かつてクラリス捕獲作戦の陣頭指揮を執っていた。
クラリスのナビゲーター
国連所属で物腰が柔らかく温和で誠実な人物。クラリスと信頼関係で結ばれており、緊密に連絡を取ってサポートしている。
テキーラ
秘密結社スピリタスの総統であるスピリタスの長男で後継者。クラリスの大ファン（病的なほど）。好きな言葉は「欲せよ、されば与えられん」。
スコッチ
同じくスピリタスの長女。小学生であり、『ゴロンゴロンコミック』連載中で大人気放送中のアニメ『セントマッスル・ドリルモグラー』の大ファン。ドリルモグラーのゲームを手に入れるため、手柄を立ててお小遣いをもらおうとクラリスと戦うことになる。
スピリタス
秘密結社スピリタスの総統。宝くじで当てた1000億円を元手に世界を動かすほどの武装集団を設立し、世界征服を企てている。国連を大国の傀儡と評価し、逆らっている。

## その他
- ファミコン版はファミコン用ゲームとして初の女性が主人公（設定上でありあくまでも形式的ではあったが）を務めるゲームとして話題になった。
- PlayStation用『GUNばれ!ゲーム天国』（1998年）にクラリスが登場するが、本作とは外見、性格共にが全く似ても似つかないため別人説が強い（なお、『ロケット』のゲーム中の会話では、シリーズごとに変わる容姿を指摘されている）。担当声優は後に『ロケット』でもクラリス役を務める吉田小南美。
  - これは当初は真クラリスを登場させる前フリであったのだが、シリーズ展開が途絶した為に原作準拠のクラリスの登場はお蔵入りとなった[38]。
  - その後、約20年後にPlayStation 4、Windowsで発売された『ゲーム天国 CruisinMix』にて本作に準拠したクラリスが「クラリス(真)」名義で登場している。担当声優は丹下桜。
- 従来のテレビアニメの素材を使用したテレビCMが放映された。テレビCMには声優も起用している（クラリス役は川浪葉子）。
- ファミコン40周年「ファミコン国民投票」第32回「『猫』といえば?」では本作が1位を記録[39]。